# Hungry Heart (chanson)
Pistes de The River
Independence Day Out in the Street
Hungry Heart est une chanson écrite, composée et interprétée par Bruce Springsteen parue en 1980 sur l'album The River.
Il s'agit d'un des premiers succès mondiaux de Bruce, après Born to Run (1975) de la carrière de The Boss aux États-Unis en étant premier du Billboard Hot 100 (équivalent du hit-parade).
Elle est utilisée dans les films Risky Business (1983) avec Tom Cruise, En pleine tempête (2000), Warm Bodies (2013) et Music of My Life (2019), ainsi que dans le onzième épisode de la série télévisée The Handmaid's Tale : La Servante écarlate.

## Classement
| Classement (1980-81)           | Meilleure place |
| ------------------------------ | --------------- |
| États-Unis (Hot 100)           | 5               |
| Canada (RPM Top Singles)       | 2               |
| Royaume-Uni (UK Singles Chart) | 44              |
| Nouvelle-Zélande (RMNZ)        | 24              |
| France (IFOP)                  | 28              |
| Autriche (Ö3 Austria Top 40)   | 11              |
| Allemagne (Media Control AG)   | 62              |
| Pays-Bas (Single Top 100)      | 46              |
| Suède (Sverigetopplistan)      | 17              |